# Stellaris (videójáték)
A Stellaris egy sci-fi 4X stratégiai videójáték, amit a Paradox Development Studio fejlesztett és a Paradox Interactive adott ki. A játék 2016. május 9-én jelent meg a Microsoft Windows, macOS és Linux operációs rendszerű számítógépekre. A Stellaris: Console Edition, amelyet videójáték-konzolokra fejlesztettek, 2019. február 29-én jelent meg a PlayStation 4 és Xbox One rendszerekre, majd 2021. március 25-én a PlayStation 5, valamint az Xbox Series X és Series S konzolokra.
A játék központi elemei a galaxis felfedezése, a játékos birodalmának irányítása, valamint diplomácia és háború más űrutazó birodalmakkal, amelyek lehetnek más játékosok és számítógép által irányítottak is, a játékmódtól függően.

## Fejlesztés és megjelenés
A játékot a Paradox Development Studio fejlesztette és a Paradox Interactive adta ki. A játék a Clausewitz Engine játékmotort használja, amit a fejlesztőstúdió már az Europa Universalis III óta használ, apró módosításokkal, mint a fizikai alapú renderelés. A játékot a 2015-ös Gamescom rendezvényen jelentették be hivatalosan. A játék rendezője, Henrik Fåhraeus bevallása szerint az inspirációi a Star Control II, a Master of Orion II és az Europa Universalis IV játékok voltak, és egy olyan játékot akart létrehozni, amely a felfedezésre és terjeszkedésre fókuszál.
A Stellarist 2016. május 9-én adták ki, amelyet követően a fejlesztők megerősítették, hogy a játékhoz számos ingyenes javítás és bővítés, valamint pénzbe kerülő DLC fog érkezni a jövőben. A nagyobb frissítések nevezetes tudományos-fantasztikus szerzőkről vannak elnevezve, a frissítésekben többek közt Arthur C. Clarke, Isaac Asimov, Robert A. Heinlein, Iain Banks, Douglas Adams, Ray Bradbury, Karel Čapek, Pierre Boulle, C. J. Cherryh, Larry Niven, Ursula K. Le Guin, Gene Wolfe, Tanith Lee, Mary Shelley és Philip K. Dick nevei jelentek meg.
2018 augusztusában Paradox bejelentette, hogy a játék konzolokra készült verzióján dolgoznak. A Stellaris: Console Edition 2019. február 29-én jelent meg a PlayStation 4 és Xbox One rendszerekre, majd 2021. március 25-én a PlayStation 5, valamint az Xbox Series X és Series S konzolokra.

## Kiegészítők
A Paradox Interactive más stratégiai játékaihoz hasonlóan a Stellaris is számos kiegészítőt kapott megjelenése után. A megvásárlásuk nem kötelező és bármely kombinációban alkalmazhatóak az alapjátékra.
| Név                       | Megjelenés           | Leírás |
| ------------------------- | -------------------- | --- |
| Plantoid Species Pack     | 2016. augusztus 4.   | Új, növényi alapú játszható fajokat adtak a játékhoz, valamint új vezető-, hajó- és városkinézeteket. |
| Leviathans Story Pack     | 2016. október 20.    | Guardians („Őrzők”) néven bevezetett hatalmas űrlények hozzáadása a játékhoz, amelyeket kutatni lehet vagy legyőzni őket. Független enklávék hozzáadása, valamint a Fallen Empires („Bukott Birodalmak”) felvirágzásának és egymással való küzdelmének lehetősége és azokhoz kapcsolódó játékmechanikák játékhoz adása.                                                                           |
| Utopia                    | 2017. április 6.     | Megastruktúrák, pl. Dyson-gömbök építésének lehetősége, lakható űrállomások építésének lehetősége, ún. „felemelkedési útvonalak” (Ascension Paths) (biológiai, mesterséges vagy pszionikus fejlődés) hozzáadása, kollektív tudattal rendelkező birodalmak hozzáadása, új rabszolgasággal és az őslakosok befolyásolásával kapcsolatos játékmechanikák hozzáadása. További államformák lehetősége. |
| Synthetic Dawn Story Pack | 2017. szeptember 21. | Mesterséges (gépi) játszható birodalmak megjelenése egyedi játékelemekkel, kinézetekkel és eseményekkel, valamint mesterséges intelligencia lázadás lehetőségének hozzáadása. |
| Humanoids Species Pack    | 2017. december 7.    | További emberszerű faj- és űrhajókinézeti lehetőségeket adtak a játékhoz. Új VIR hangok és zenék hozzáadása. |
| Apocalypse                | 2018. február 22.    | Háborúra fókuszáló bővítmény, hatalmas szuper-fegyvereket adtak a játékhoz, amelyek akár bolygók kiirtására vagy elpusztítására is alkalmasak. Új, ún. „Titán” (Titan) típusú hajók és nagy hatótávú védelmi fegyverek hozzáadása. Ezek mellett tartalmaz nomád Marauder („Martalóc”) népeket, hozzá tartozó eseményeket, valamint új államformákat.                                              |
| Distant Stars Story Pack  | 2018. május 22.      | A kiegészítő rejtett csillagcsoportokat, új eseményeket, anomáliákat, űrlényeket és egyedi naprendszereket ad a játékhoz. Emellett hozzáadja az új „L-csillagcsoportot” (L-cluster), amely rejtélyes kapuk útján elérhetőek. |
| Megacorp                  | 2018. december 6.    | Új vállalati típusú közigazgatási formát ad a játékhoz, amelyek képesek más birodalmak bolygóin leányvállalatokat létesíteni és a galaktikus kereskedelmet befolyásolni. Ezek mellett ökumenopoliszok létesítését, nem játszható, nomád Caravaneer („Karavános”) civilizációkat, új megastruktúrákat, új felemelkedési lehetőségeket és a galaktikus rabszolgapiacot is tartalmazza.              |
| Ancient Relics Story Pack | 2018. június 4.      | Lehetővé teszi, hogy a játékosok letűnt civilizációk romjait fedezzék fel és kutassák és különböző előnyöket szerezhessenek vele. |
| Lithoids Species Pack     | 2019. október 24.    | Új, kőzet alapú fajok, valamint hozzájuk kapcsolódó város- és hajókinézetek megjelenése. |
| Federations               | 2020. március 17.    | Új föderáció típusok és mechanikák hozzáadása. Az ún. „Galaktikus Közösség” (Galactic Community) nemzetek-feletti szervezet határozatainak hozzáadása, új megastruktúrák és egy új hajótípus, a Juggernaut hozzáadása, valamint egyedi birodalom-eredetek megjelenése. |
| Necroids Species Pack     | 2020. október 29.    | Új játszható, ún. necroid, intelligens „élőhalott” fajok játékhoz adása. |
| Nemesis                   | 2021. április 15.    | Lehetővé teszi, hogy a játékos váljon a galaxist fenyegető krízissé, valamint új államszervezetek, új kémkedési játékelemek és új hajótípusok játékhoz adása. |

Ezek mellett a játékot bővítő kiegészítők mellett még külön megvásárolható a játék zenéje, valamint egy a játékhoz kapcsolódó, történetközpontú e-könyv.

## Fogadtatása
Adam Smith, a Rock, Paper, Shotgunban megjelent értékelésben azt írta, hogy a Stellaris lehet Paradox legnagyobb sikere, és meghatározó lehet a 4X és grand strategy játékok műfajában.
Megjelenéskor a játék kedvező, 78/100-as Metacritic értékelésekkel rendelkezett.
Kevesebb, mint 24 órával a megjelenést követően a Paradox Interactive bejelentette, hogy a játékból már több mint 200 000 példány kelt el, amivel megdöntötte az ennyi idő alatti bevételi rekordot a kiadó korábbi játékaival szemben, valamint majdnem megdöntötte az eladási rekordot, amelyet jelenleg a Cities: Skylines tart. A Paradox Interactive leggyorsabban eladott játéka lett. 2016. június 21-én bejelentették, hogy a játékból már több mint félmilliót adtak el. 2020. május 21-én a kiadó bejelentette, hogy rekordmennyiségűen játszanak a játékkal, és hogy már több mint 3 millió példányt adtak el.

## Fordítás
Ez a szócikk részben vagy egészben  a   Stellaris (video game) című angol Wikipédia-szócikk ezen változatának fordításán alapul.  Az eredeti cikk szerkesztőit annak laptörténete sorolja fel. Ez a jelzés csupán a megfogalmazás eredetét és a szerzői jogokat jelzi, nem szolgál a cikkben szereplő információk forrásmegjelöléseként.